# سیارک ۲۶۶۴
سیارک ۲۶۶۴ (به انگلیسی: 2664 Everhart، نامگذاری:1934RR) دو هزار و ششصد و شصت و چهارمین سیارک کشف شده‌است که در ۷ سپتامبر ۱۹۳۴ و در هایدلبرگ کشف شد.
قدر مطلق سیارک برابر ۱۳٫۸۰ است.